# Рус (денежная единица)
Рус — название денежной единицы, предложенное С. Ю. Витте для обращения в России, по аналогии с французским франком. В ходе подготовки денежной реформы, которая предполагала девальвацию золотого рубля в полтора раза и переход к золотому монометаллизму, предлагалось сменить название российской валюты с рубля на рус. Золотые монеты, при сохранении содержания чистого золота, получали новые, более высокие номиналы. По одной из версий, новое название должно было минимизировать  негативную реакцию населения и помочь избежать народных волнений. В 1895 году на Санкт-Петербургском монетном дворе были отчеканены пробным тиражом (по пять экземпляров каждого номинала) монеты номиналом 5, 10 и 15 русов (1⁄3, 2⁄3 и империал, соответственно). Реформа была окончена в 1897 году без изменения наименования денежной единицы России. В настоящее время один комплект находится в коллекции Государственного исторического музея. Второй принадлежит Государственному Эрмитажу. Третий комплект перешел в собственность Смитсоновского музея в США. Четвёртый комплект полностью принадлежит частному собранию. Наконец, пятый — разбит на монеты, которые разошлись по частным коллекциям.

## Описание монет
Монеты выполнены из золота 900 пробы. Общая масса монеты в 15 русов равна 12,9 грамма, содержание чистого золота — 11,61 грамма.

#### Аверс
Аверс монет содержит профильный портрет Николая II, обращённый влево. Слева от профиля снизу вверх полукругом вдоль канта надпись: «Б.М.НИКОЛАЙ II ИМПЕРАТОРЪ». Аверс монет аналогичен последующим монетам номиналом в 10 рублей. Справа от профиля также по окружности вдоль канта сверху вниз надпись: «И САМОДЕРЖЕЦЪ ВСЕРОСС.». Кант по всему периметру аверса монеты украшен зубчатым орнаментом.

#### Реверс
На реверсе монеты внутри шнуровидного кругового орнамента размещён герб Российской империи — двуглавый орёл, коронованный двумя императорскими коронами, над которыми Большая императорская корона с двумя развевающимися концами ленты Ордена Святого апостола Андрея Первозванного. На груди орла герб московский: Святой великомученик и победоносец Георгий на коне, поражающий дракона копьём. Вокруг щита цепь ордена святого Андрея Первозванного. На крыльях орла размещены щиты с гербами Царства Казанского, Царства Польского, Царства Херсонеса Таврического, соединённый герб Великих княжеств Киевского, Владимирского и Новгородского, Царства Астраханского, Царства Сибирского, Царства Грузинского и Княжества Финляндского. В лапах орла — скипетр и держава. Вдоль канта, с внешней стороны шнуровидного кругового орнамента круговая надпись: «✿ (1⁄3, 2⁄3) ИМПЕРІАЛ(А) ✿ (5, 10) 15 РУСОВЪ ✿ 1895 ГОДА». По всему канту монеты — зубчатый орнамент.

#### Гурт
Гурт всех монет гладкий.

## Монеты
| Изображение | Номинал                | Диаметр, мм | Металл/проба | Вес, г | Чистого золота, г | Гурт    |
| ----------- | ---------------------- | ----------- | ------------ | ------ | ----------------- | ------- |
|             | Империал 15 русов      | 24,5        | Золото 900   | 12,9   | 11,61             | гладкий |
|             | 2⁄3 империала 10 русов | 21,4        | Золото 900   | 8,6    | 7,74              | гладкий |
|             | 1⁄3 империала 5 русов  | 19,6        | Золото 900   | 4,3    | 3,87              | гладкий |